# 岩手県第4区
岩手県第4区（いわてけんだい4く）は、日本の衆議院議員総選挙における選挙区。1994年（平成6年）の公職選挙法改正で設置され、2017年に廃止された。廃止に伴い、全域が新しい3区となった。

## 区域
2017年（平成29年）の公職選挙法改正で廃止され、3区に移行した。
2013年（平成25年）公職選挙法改正から2017年の小選挙区改定までの区域は以下のとおりである。
- 花巻市
- 北上市
- 奥州市
- 和賀郡
- 胆沢郡

1994年（平成6年）公職選挙法改正から2013年の小選挙区改定までの区域は以下のとおりである。
- 水沢市
- 花巻市
- 江刺市
- 北上市
- 稗貫郡
- 和賀郡
- 胆沢郡

## 歴史
かつて自民党幹事長を務めるなど自民党竹下派でエリートコースを歩み、新生党・新進党・自由党・民主党でも代表や幹事長として辣腕をふるった小沢一郎が強力な地盤を誇り、中選挙区時代の1969年から連続16回の当選を成し遂げていた。
岩手県は安倍晋三の祖先のルーツの地であるが、小沢が自民党を離党して以来、第45回衆議院議員総選挙まで自民党候補は太刀打ちできなかった。特に第41回衆議院議員総選挙では小沢が新進党代表だったこともあってか自民党候補の得票率は10.39%で僅かに供託金没収点を上回る程度の得票率しか獲得できず、第42回衆議院議員総選挙に至っては公認候補の擁立もかなわなかった。1区で小沢の側近である達増拓也に敗れて落選した後の第43回衆議院議員総選挙より国替えした閣僚経験者でもある玉澤徳一郎の2度の比例復活も比例東北ブロックで名簿上位での立候補だったことによるもので、小選挙区では毎回のように小沢に大差をつけられていた。
2009年、民主党は政権交代を果たし小沢は民主党幹事長に就任するものの、鳩山由紀夫内閣は発足から1年持たずに退陣。続く菅直人内閣での参院選敗北を機に民主党代表選挙に立候補するも菅に敗北。その後、陸山会事件によって強制起訴処分となった。
2011年3月11日に発生し、お膝元の岩手県も甚大な被害を受けた東日本大震災では菅内閣の対応に不満を露わにして内閣不信任決議を提出するも、失敗に終わる。菅退陣後の野田内閣では、消費税の増税を柱とする税と社会保障の一体改革とそれに関する「三党合意」に反発し、側近議員を引き連れて民主党を離党。新党「国民の生活が第一」を結成後、選挙直前に日本未来の党へ合流した。第46回衆議院議員総選挙では、自身の議席は守ったものの前回よりも得票数を6割近く減らした上に得票率でも小選挙区制導入後初めて5割を下回って自民党新人の藤原崇に比例復活を許し、影響力の低下を伺わせた。岩手県内では他の選挙区でも小選挙区制導入以後は小沢と同じ政党に所属する議員が当選を続けていた経緯もあって、「民主王国」または「小沢王国」と呼ばれてきた。しかし、1区の階猛・3区の黄川田徹が離党に同調せず民主党に残留したことで共に小沢の元を離れたことから、いずれの選挙区でも小沢は新たな候補を擁立。だが結果は階と黄川田が議席を守り、小沢が擁立した候補は両選挙区とも比例復活もならず惨敗。自身や日本未来の党の選挙結果も含め、この選挙を以て小沢王国は大きく揺らぐこととなった。第47回衆議院議員総選挙では票を上積みした藤原に前回より1万票以上も差を詰められ、再び比例復活を許した。
2017年6月9日に改正公職選挙法が成立、同年7月15日に施行されて、4区は廃止され全域が新しい3区に移行した。その後2017年の第48回衆議院議員総選挙では小沢と藤原が共に新3区から立候補。この時は無所属立候補した小沢が3万票以上の大差で当選し、藤原は三たび比例復活となったが、2021年の第49回衆議院総選挙にて立憲民主党から出馬した小沢は小選挙区で藤原に敗北し比例復活に甘んじたことで、議員生活52年にて初の敗北となり、これをもって小沢王国が名実ともに完全に崩壊した。

## 小選挙区選出議員
| 選挙名                 | 年     | 当選者   | 党派         |
| ---------------------- | ------ | -------- | ------------ |
| 第41回衆議院議員総選挙 | 1996年 | 小沢一郎 | 新進党       |
| 第42回衆議院議員総選挙 | 2000年 | 小沢一郎 | 自由党       |
| 第43回衆議院議員総選挙 | 2003年 | 小沢一郎 | 民主党       |
| 第44回衆議院議員総選挙 | 2005年 | 小沢一郎 | 民主党       |
| 第45回衆議院議員総選挙 | 2009年 | 小沢一郎 | 民主党       |
| 第46回衆議院議員総選挙 | 2012年 | 小沢一郎 | 日本未来の党 |
| 第47回衆議院議員総選挙 | 2014年 | 小沢一郎 | 生活の党     |

## 選挙結果
時の内閣：第2次安倍改造内閣 解散日：2014年11月21日 公示日：2014年12月2日
当日有権者数：27万9085人 最終投票率：57.99%（前回比：4.90%） （全国投票率：52.66%（6.66%））
| 当落 | 候補者名 | 年齢 | 所属党派   | 新旧 | 得票数   | 得票率 | 惜敗率 | 推薦・支持 | 重複 |
| ---- | -------- | ---- | ---------- | ---- | -------- | ------ | ------ | ---------- | ---- |
| 当   | 小沢一郎 | 72   | 生活の党   | 前   | 75,293票 | 47.79% | ――     |            | ○    |
| 比当 | 藤原崇   | 31   | 自由民主党 | 前   | 57,824票 | 36.70% | 76.80% | 公明党推薦 | ○    |
|      | 高橋綱記 | 67   | 日本共産党 | 新   | 24,421票 | 15.50% | 32.43% |            |      |

時の内閣：野田第3次改造内閣 解散日：2012年11月16日 公示日：2012年12月4日
当日有権者数：28万1402人 最終投票率：62.89%（前回比：13.29%） （全国投票率：59.32%（9.96%））
| 当落 | 候補者名 | 年齢 | 所属党派     | 新旧 | 得票数   | 得票率 | 惜敗率 | 推薦・支持 | 重複 |
| ---- | -------- | ---- | ------------ | ---- | -------- | ------ | ------ | ---------- | ---- |
| 当   | 小沢一郎 | 70   | 日本未来の党 | 前   | 78,057票 | 45.50% | ――     | 新党大地   | ○    |
| 比当 | 藤原崇   | 29   | 自由民主党   | 新   | 47,887票 | 27.91% | 61.35% | 公明党     | ○    |
|      | 及川敏章 | 56   | 民主党       | 新   | 28,593票 | 16.67% | 36.63% |            | ○    |
|      | 高橋綱記 | 65   | 日本共産党   | 新   | 17,033票 | 9.93%  | 21.82% |            |      |

時の内閣：麻生内閣 解散日：2009年7月21日 公示日：2009年8月18日
当日有権者数：28万4534人 最終投票率：76.18%（前回比：2.82%） （全国投票率：69.28%（1.77%））
| 当落 | 候補者名 | 年齢 | 所属党派   | 新旧 | 得票数    | 得票率 | 惜敗率 | 推薦・支持 | 重複 |
| ---- | -------- | ---- | ---------- | ---- | --------- | ------ | ------ | ---------- | ---- |
| 当   | 小沢一郎 | 67   | 民主党     | 前   | 133,978票 | 62.56% | ――     |            |      |
|      | 高橋嘉信 | 55   | 自由民主党 | 元   | 41,690票  | 19.47% | 31.12% |            | ○    |
|      | 小原宣良 | 65   | 社会民主党 | 新   | 28,925票  | 13.51% | 21.59% |            | ○    |
|      | 瀬川貞清 | 59   | 日本共産党 | 新   | 8,288票   | 3.87%  | 6.19%  |            |      |
|      | 安永陽   | 61   | 幸福実現党 | 新   | 1,280票   | 0.60%  | 0.96%  |            |      |

時の内閣：第2次小泉改造内閣 解散日：2005年8月8日 公示日：2005年8月30日
当日有権者数：28万6595人 最終投票率：73.36%（前回比：3.49%） （全国投票率：67.51%（7.65%））
| 当落 | 候補者名   | 年齢 | 所属党派   | 新旧 | 得票数    | 得票率 | 惜敗率 | 推薦・支持 | 重複 |
| ---- | ---------- | ---- | ---------- | ---- | --------- | ------ | ------ | ---------- | ---- |
| 当   | 小沢一郎   | 63   | 民主党     | 前   | 124,578票 | 59.95% | ――     |            |      |
| 比当 | 玉澤徳一郎 | 67   | 自由民主党 | 前   | 48,093票  | 23.14% | 38.60% |            | ○    |
|      | 久保孝喜   | 51   | 社会民主党 | 新   | 23,727票  | 11.42% | 19.05% |            | ○    |
|      | 高橋綱記   | 57   | 日本共産党 | 新   | 11,420票  | 5.50%  | 9.17%  |            |      |

時の内閣：第1次小泉第2次改造内閣 解散日：2003年10月10日 公示日：2003年10月28日
当日有権者数：28万6442人 最終投票率：69.87% （全国投票率：59.86%（2.63%））
| 当落 | 候補者名   | 年齢 | 所属党派   | 新旧 | 得票数    | 得票率 | 惜敗率 | 推薦・支持 | 重複 |
| ---- | ---------- | ---- | ---------- | ---- | --------- | ------ | ------ | ---------- | ---- |
| 当   | 小沢一郎   | 61   | 民主党     | 前   | 128,458票 | 65.11% | ――     |            |      |
| 比当 | 玉澤徳一郎 | 65   | 自由民主党 | 元   | 37,251票  | 18.88% | 29.00% |            | ○    |
|      | 久保孝喜   | 49   | 社会民主党 | 新   | 20,936票  | 10.61% | 16.30% |            | ○    |
|      | 高橋綱記   | 55   | 日本共産党 | 新   | 10,642票  | 5.39%  | 8.28%  |            |      |

- 玉澤は前回まで1区から立候補していた。

時の内閣：第1次森内閣 解散日：2000年6月2日 公示日：2000年6月13日 （全国投票率：62.49%（2.84%））
| 当落 | 候補者名 | 年齢 | 所属党派   | 新旧 | 得票数    | 得票率 | 惜敗率 | 推薦・支持 | 重複 |
| ---- | -------- | ---- | ---------- | ---- | --------- | ------ | ------ | ---------- | ---- |
| 当   | 小沢一郎 | 58   | 自由党     | 前   | 119,099票 | 59.70% | ――     |            |      |
|      | 木村幸弘 | 40   | 社会民主党 | 新   | 37,417票  | 18.76% | 31.42% |            | ○    |
|      | 井形厚一 | 34   | 自由民主党 | 新   | 28,926票  | 14.50% | 24.29% |            | ○    |
|      | 坂本良子 | 52   | 日本共産党 | 新   | 14,051票  | 7.04%  | 11.80% |            |      |

時の内閣：第1次橋本内閣 解散日：1996年9月27日 公示日：1996年10月8日 （全国投票率：59.65%（8.11%））
| 当落 | 候補者名     | 年齢 | 所属党派   | 新旧 | 得票数    | 得票率 | 惜敗率 | 推薦・支持 | 重複 |
| ---- | ------------ | ---- | ---------- | ---- | --------- | ------ | ------ | ---------- | ---- |
| 当   | 小沢一郎     | 54   | 新進党     | 前   | 125,619票 | 64.68% | ――     |            |      |
|      | 沢藤礼次郎   | 67   | 社会民主党 | 前   | 38,482票  | 19.81% | 30.63% |            | ○    |
|      | 井形厚一     | 31   | 自由民主党 | 新   | 20,179票  | 10.39% | 16.06% |            | ○    |
|      | 八重樫奈都子 | 53   | 日本共産党 | 新   | 9,933票   | 5.11%  | 7.91%  |            |      |